# Syrrhopodon tixieri
Syrrhopodon tixieri är en bladmossart som beskrevs av William Dean Reese 1995. Syrrhopodon tixieri ingår i släktet Syrrhopodon och familjen Calymperaceae. Inga underarter finns listade i Catalogue of Life.